# Нептун (фонтан, Петергоф)
Фонта́н «Непту́н» — один из фонтанов дворцово-паркового ансамбля Петергоф, самый большой фонтан Верхнего сада.

## История
В 1717 году на этом месте был создан фонтанный бассейн 92х33 метра. Ж.-Б. Леблон в 1718 году предложил облицевать стены кирпичом, а дно — плитами. Зимой 1721 года были сделаны стены и фундамент из дикого камня, в конце июля 1724 года вокруг бассейна выровняли и утрамбовали землю, сделали дерновый бордюр и проложили песчаную дорожку. Благоустройством руководил В. Туволков.
В 1734 году Растрелли предложил разместить в Большом пруду «Нептуна на колеснице». В июне-июле 1737 года в пруду построили постаменты из тосненского известняка, на них установили свинцовые позолоченные фигуры Нептуна «с коляскою», дельфинов, трубящих в раковины и «верховых» тритонов. П. Суалем проложил в пасти и ноздри коней и дельфинов, в колесницу и в раковины трубы, из которых била вода. Пруд получил название Нептунского, на южной его стороне по предложению и отливке Б. К. Растрелли сделали каскад с тремя устланными каменными плитами ступенями и статуей «Зимы». Кирпичные стены фонтана завершал профилированный кордон из пудостского камня.
К 1797 году статуи были деформированы, было решено заменить их на купленные в Нюрнберге Павлом I бронзовые скульптуры. Первоначально фигуры фонтана были созданы в Нюрнберге (Германия), однако сам фонтан там никогда не функционировал. Заказывая композицию, горожане Нюрнберга хотели увековечить память о Вестфальском мире, завершившем тяжелую для Германии Тридцатилетнюю войну (1618—1648). В 1660 году Георг Швайгер (Georg Schweigger) и золотокузнец Христоф Риттер (Christoph Ritter) представили модель в виде её составных частей. Затем Швайгер и его ученик Иеремия Айслер (Jeremias Eissler) работали над моделью до 1670 года, но полный комплект фигур был выполнен только в 1688—1694 годах. Отливка была произведена Вольфгангом Герольдом и Иоганном Вольрабом. Всего в группу входило 27 фигур и декоративных деталей.
На площади городского рынка был построен бассейн с пьедесталом для установки композиции, однако затем выяснилось, что для функционирования фонтанов в местных реках просто недостаточно воды. После этого скульптуры разобрали и сложили в амбар, где они пролежали около ста лет.
Даже находясь на складе в разобранном виде, фонтан был известен как своеобразная городская достопримечательность. В 1781—1782 годах, путешествуя по Европе, Нюрнберг посетил цесаревич Павел Петрович. Решив приобрести фонтан, он предполагал установить его в своей резиденции в Гатчине. Власти Нюрнберга продали композицию, оценив её в огромную по тем временам сумму — 30 тысяч рублей. В 1796 году (год вступления Павла на российский престол) основная часть фигур была куплена Россией и направлена в Петергоф.
В 1798 году последовал царский указ: «Привезенный из Нюрнберга фонтан Нептун поставить в петергофском Нижнем парке…». Однако там установить её не удалось также из-за недостаточного водоснабжения бассейна. Тогда и было решено поместить скульптурную группу в Верхнем парке, в бассейне, оставшемся от разобранной «Телеги Нептуновой». Что и было сделано в 1799 году.
Из Петергофа в Академию Художеств доставили гранит, из которого в 1798 году был вытесан пьедестал. В начале 1799 года его установили на место «Зимы». Монтаж осуществил Н. Семенов под наблюдением Ф. П. Броуэра.
Водная декорация «Нептуна» состояла из 26 разнообразных водяных струй. От прежнего убранства фонтанов оставили только дельфинов и две свинцовые гирлянды из листьев дуба, раковин и цветов. Фигура Нептуна установлена в центре большого прямоугольного пруда на высоком гранитном пьедестале, украшенном четырьмя фонтанирующими маскаронами. Плоская заложенная туфом площадка вокруг пьедестала несет на себе изваяние парных групп всадников на гиппокампах (морских крылатых лошадях), погоняющих дельфинов. Кроме того, сам пруд украшен восемью фигурами дельфинов, из пастей которых поднимаются невысокие струйки воды.
В 1800 году «Зиму» заменили бронзовой копией Аполлона Бельведерского, выполненной В. П. Екимовым. В XIX веке фонтан неоднократно реставрировали, крупной реставрацией в 1863 занимался М. И. Пилсудский — кордон был частично заменен, стены выложены вновь и отштукатурены, дно вымощено булыжниками, заменены фонтанные трубы. В 1910 году кирпичные стены заменили на бетонные.
Во время Великой Отечественной войны все скульптуры были демонтированы и вывезены в Германию. В 1947 году скульптурная группа вновь была доставлена в Петергоф и установлена на прежнем месте. В 1956 году кордон был сделан вновь из серо-жёлтого сааремского доломита. Фигура Аполлона была сделана с хранившейся в Академии Художеств гипсовой копии, утраченная фигура западного всадника была отлита В. И. Татаровичем в 1973 году.
Установленная в настоящее время в городском парке Нюрнберга копия находится там с 1902 года.

Петергоф. Вид фонтана до 1918 года.
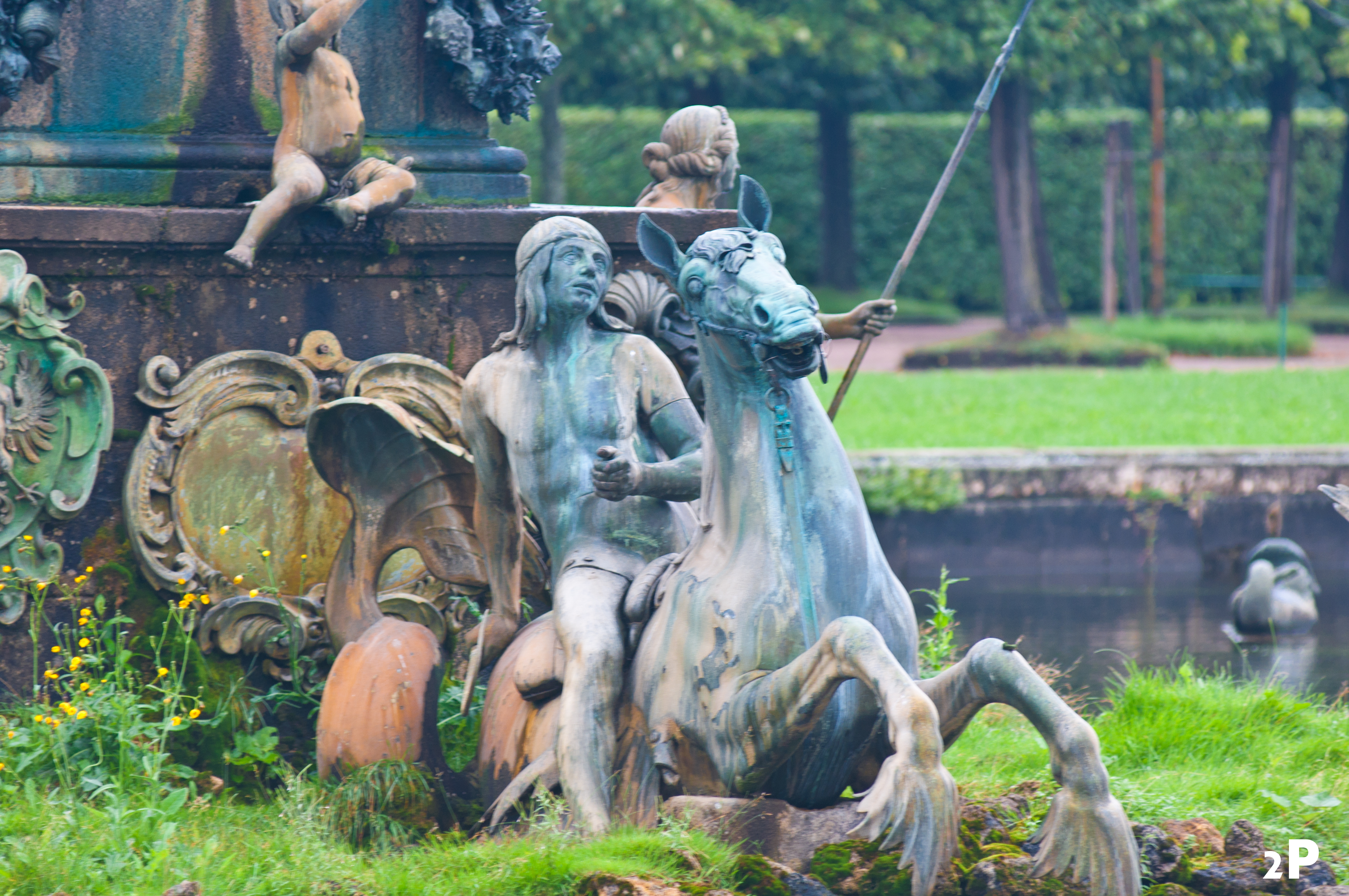
Всадник. Деталь фонтана.
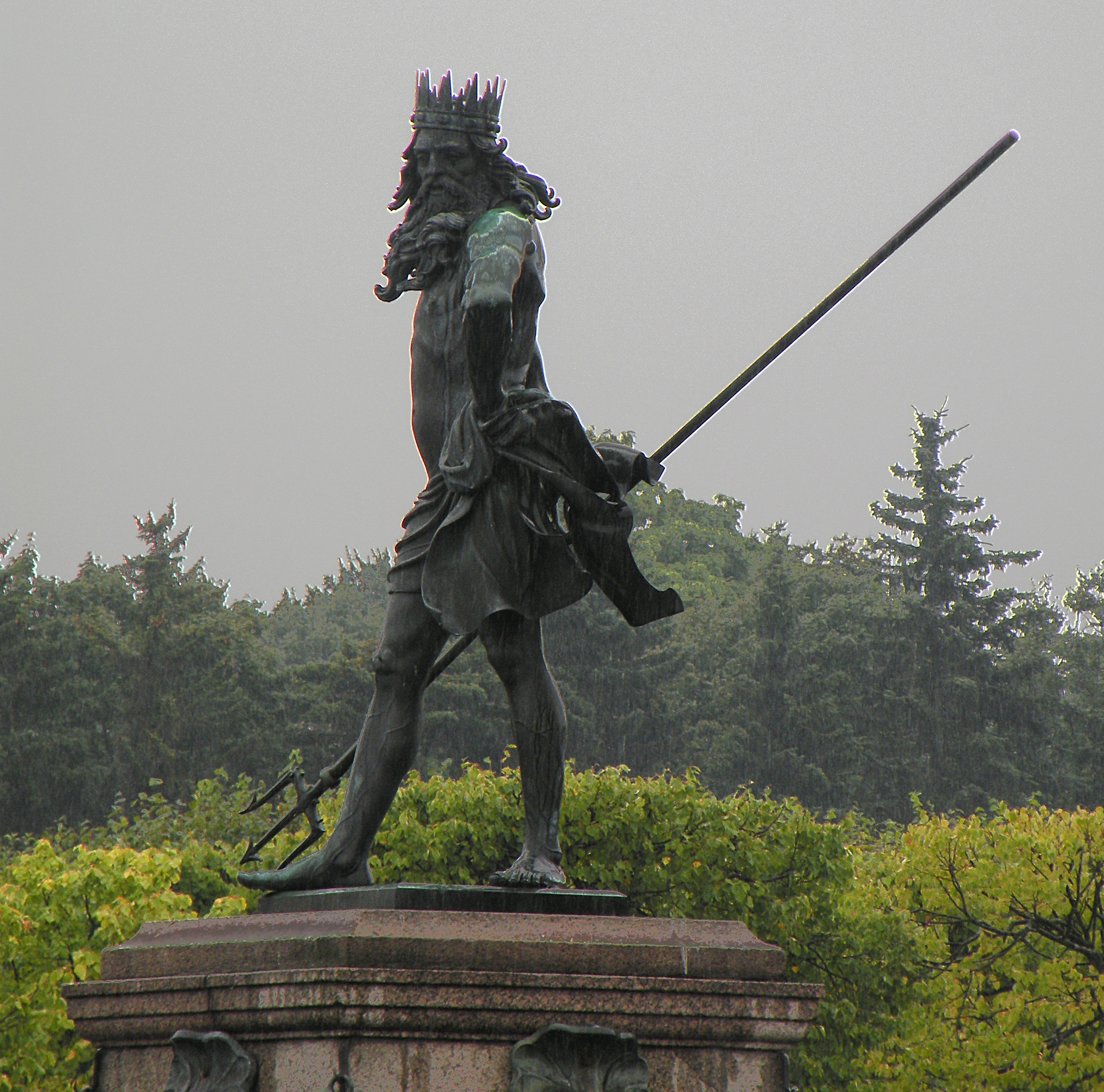
Нептун в Петергофе
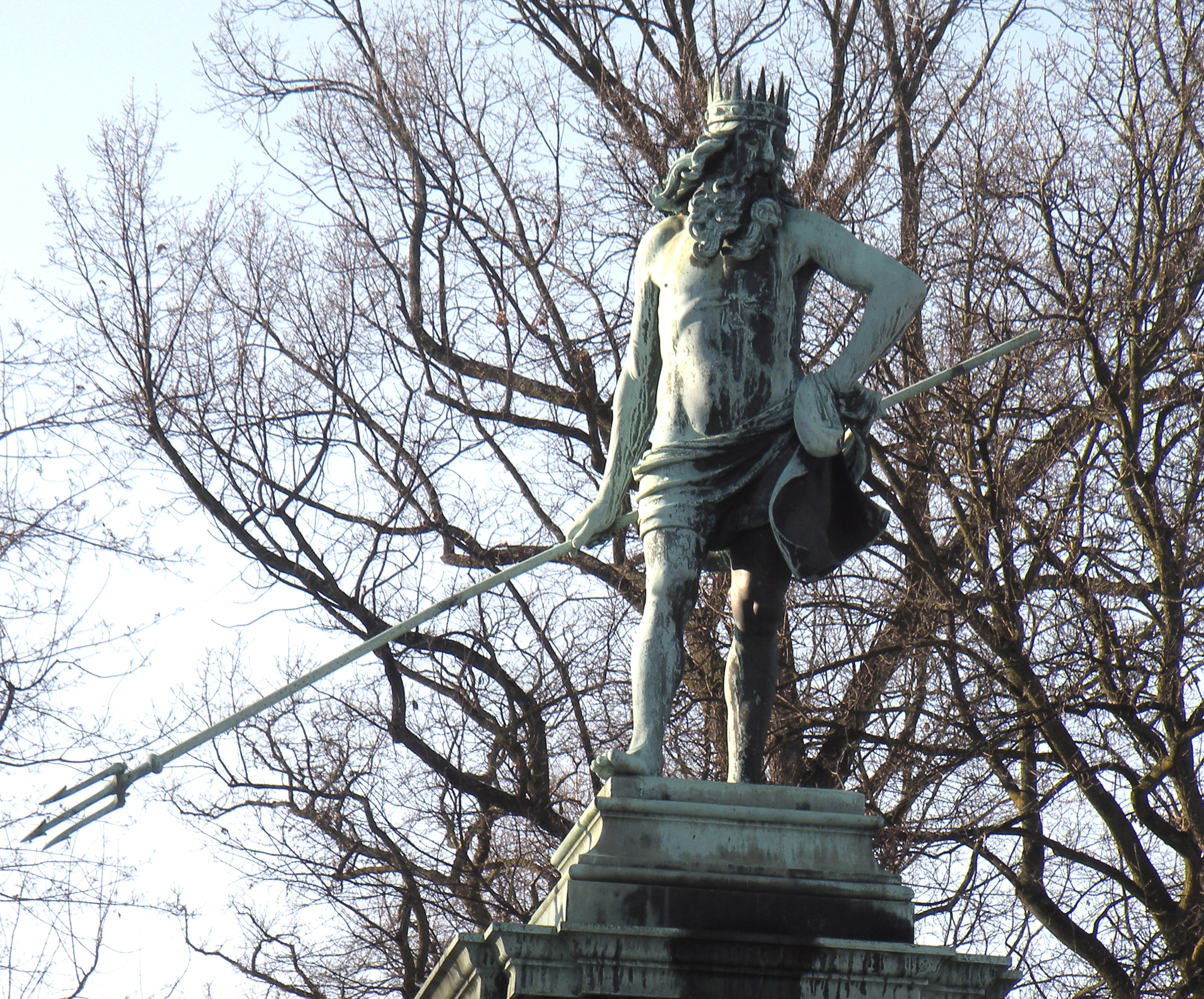
Нептун в Нюрнберге